# اختلال گفتاری
اختلال گفتاری یا موانع گفتاری، نوعی اختلالات ارتباطی هستند هنگامی که گفتار معمولی با مشکل روبه‌رو می‌شود. اختلالات گفتاری شامل طیف وسیعی از نقایص در گفتار و زیر سیستم های آن شامل تنفس ، آواسازی ، تشدید و تولید است. شایع ترین اختلالات گفتاری شامل آسیب صدای گفتاری  و پس از لکنت است. درمان اختلالات گفتاری بر عهده آسیب شناس گفتار و زبان یا متخصصان گفتاردرمانی  است.

## طبقه‌بندی
طبقه‌بندی گفتار به دو نوع نرمال و همراه با اختلال، در باطن بسیار مشکل سازست. با یک طبقه‌بندی منسجم، تنها ۵ تا ۱۰ درصد مردم توانایی صحبت کردن به صورت نرمال (با همه پارامترها) و صدای سالم دارند. بقیه از یک یا چند اختلال رنج می‌برند.
- لکنت تنها ۱ درصد جمعیت بزرگسالان را تحت تأثیر قرار داده‌است.
- صداهای ناهنجار، اختلال گفتاریست که شبیه به لکنت است.
- نواخت‌پریشی یا آهنگ‌پریشی[۱]، نادرترین نوع اختلال گفتاری عصبی است، که در آن به جا به جایی در شدت، در زمان بندی بیان، در ریتم در وزن و آهنگ کلمات صورت می‌گیرد. تغییرات دوره اختلال، تکرار اساسی و شدت هجاهای با تکیه و بدون تکیه در جملات، صحبت مشخص یک فرد را از ویژگی‌های اصلی آن محروم می‌کند. دلیل این اختلال معمولاً به آسیب‌شناسی عصبی مثل تصادفات رگ دار مغز، ضربات جمجمه‌ای و تومور مغزی مربوط است.
- لال بودن عدم توانایی بر صحبت کردن است.
- بیماری‌های صوتی شامل سختی در تولید صاداهای مختلف (معمولاً صامت مثل / س / و / ر / می‌شوند) و به بیماری تولیدی (که بیماری آوایی هم نامیده می‌شود) و بیماری تمایز صوتی تقسیم می‌شود. ویژگی بیماری تولیدی، سختی در تولید صداهاست. وی‍گی بیماری تمایز صوتی سختی در یادگیری تمایز صداست. به‌طوری‌که یک صدا به جای چند صدا به کار می‌رود. اما، ممکن است شخص ترکیبی از هر دو این بیماری داشته باشد.
- فلجی گفتار[۲]، ضعف یا نقص عضلات گفتاری توسط آسیب به عصب یا مغز است. و معمولاً به ضربات مغزی، بیماری پارکینسون، ALS جراحت سر یا گردن، آسیب جراحی یا اختلالات بینی است.
- کنش‌پریشی[۳] ممکن است به خاطر ضربه مغزی باشد یا در حال پیشرفت باشد و شامل تولید ناخودآگاه صداهای گفتاری و نا مرتبی آن‌ها باشد ۰(Potato مثلاً Topato یا Totap) گفته می‌شود. تولید کلمات با تلاش سخت تر می‌شود اما گاهی اوقات عبارات درست به‌طور خود جوش بیان می‌شود. احتمال ندارد که کنش‌پریشی در کودکی و کنش‌پریشی اکتسابی مثل هم باشند اگر چه ویژگی شبیه به هم دارند.

سه سطح مختلف از طبقه‌بندی در هنگام تعیین اندازه و نوع اختلال و روش درمان وجود دارد:
1. صداهایی که بیمار تولید می‌کند: ##واجی به آسانی تولید می‌شود با توجه به معنی و به‌طور متضاد.
  1. آوایی– تنها در هنگام نیاز، و نه به صورت معنی دار و نه در گفتار مرتبط
2. صداهای تحریکی: ##به راحتی تحریک می‌شوند
  1. بعد از اجرا و بررسی تحریک می‌شوند (یعنی با یک کاهنده زبانی)
3. نمی‌تواند صدا را تولید کند :
  1. نمی‌تواند داوطلبانه صدا را تولید کنند
  2. هیچ تولید صدایی مشاهده نمی‌شود

## علت‌ها
در بسیاری از موارد، علت ناشناخته می باشد اما علت‌های مختلفی برای نواقص گفتار وجود دارد مثل " نقص شنوایی، بیماری عصبی، آسیب مغزی، کم هوشی، استفاده از مواد مضر، نقص فیزیکی مثل شکاف لب و کام، یا استفاده بیش از حد یا نادرست از تارهای صوتی. آزار کوکان نیز در برخی از موارد دلیل اختلال است.

## درمان
اکثر این اختلالات توسط درمان قابل حل است اما برخی به توجهات پزشکی دکتر متخصص گفتار احتیاج دارد. درمان‌های دیگر شامل اصلاح وضعیت جسمی و درمان روانی است.
در آمریکا کودکان مدرسه‌ای که اختلال گفتاری دارند در برنامه‌های تحصیلی خاص قرار می‌گیرند. بیش از ۷۰۰۰۰۰ دانش آموز در برنامه‌های تحصیلی مدارس عمومی در سال ۲۰۰۰ و ۲۰۰۱، اختلال گفتاری داشتند. این آمار شامل دانش آموزانی با شرایط جنبی مثل ناشنوایی نمی‌شود.
بسیاری از مدارس برای کودکان درمان گفتاری در طول ساعت درس را دارند اگر چه برنامه بیش از ساعات درسی و در طول تابستان ممکن است تحت شرایط خاص مناسب باشد.بیماران در گروه‌های چند نفره بسته به اختلالتی که دارند، درمان می‌شوند. یک تیم می‌تواند شامل، SLPها، متخخصصین دکترهای خانوادگی، مدرسین، والدین و اعضای خانواده باشد.

## تاثیرات اجتماعی اختلالات گفتاری
این اختلالات ممکن است تأثیرات منفی اجتماعی داشته باشد، مخصوصاً بین کودکان کم سن وسال. زیرا ممکن است تحقیر شوند، و این تحقیر، اعتماد به نفس آن‌ها را پایین می‌آورد. هر چه سن بالاتر می‌رود و درک مردم بیشتر می‌شود، تحقیرها کمتر می‌شوند.

## اختلالات زبانی
اختلالات زبانی از اختلالات گفتاری تمایز داده می‌شوند اگرچه معمولاً مثل هم هستند. اختلالات گفتاری به مشکلات تولید صداهای گفتار یا کیفیت صدا گفته می‌شود، در حالی که اختلالات زبانی، نقص در درک کلمات و استفاده از آنهاست و ربطی به تولید گفتار ندارد.